# التأهيل (التنمية البشرية)
التأهيل يشير إلى العملية التي تساعد الشخص على تعلم أو الاحتفاظ أو تحسين المهارات والقدرات الوظيفية التي ربما لم يطورها أبدًا أو لا تتطور بشكل طبيعي، كما هو متوقع في سنه، مثل الطفل الذي لا يتحدث كما هو متوقع في سنه.
يتناقض التأهيل مع "إعادة التأهيل" حيث يتعلق الأخير باستعادة المهارات أو الأداء الوظيفي السابق، والذي قد يكون مفقودًا حاليًا بسبب إصابة أو مرض أو ظروف. كما يختلف التأهيل عن إعادة التأهيل في أنه يهدف في المقام الأول إلى مساعدة الأطفال والشباب ذوي الإعاقات على تعلم مهارات وظيفية جديدة لم يتمكنوا من أدائها من قبل، بينما يستهدف إعادة التأهيل المزيد من البالغين مع التركيز بشكل أكبر على استعادة مهارة وظيفية سابقة. وجدت دراسة سويدية حول تطبيق التصنيف الدولي لمنظمة الصحة العالمية للأداء الوظيفي والإعاقة والصحة، نسخة الأطفال والشباب في خدمات التأهيل السويدية أن "آي سي أف سي واي" عزز الوعي بآراء الأسر أيضًا، وهو ما يتوافق مع الأهداف التنظيمية لخدمات التأهيل.

## خلفية عنه
يُوصف التأهيل وإعادة التأهيل بشكل رئيسي من منظور الصحة. ومع ذلك، فإن الترابط بين صحة المستفيدين وسائر جوانب الحياة اليومية، بما في ذلك تلك المتعلقة بالتوظيف والتعليم، أو حتى المهارات الحياتية، مُعترف به في العديد من الاتفاقيات الدولية التي وُضعت حتى الآن لمعالجة موضوع "إعادة التأهيل" - مثل اتفاقية منظمة العمل الدولية بشأن التأهيل المهني والتوظيف (للأشخاص ذوي الإعاقة) وقواعد الأمم المتحدة الموحدة بشأن تكافؤ الفرص للأشخاص ذوي الإعاقة (والتي تُعدّ بمثابة مقدمة لاتفاقية الأمم المتحدة لحقوق الأشخاص ذوي الإعاقة المُعتمدة عام 2006).
إن اتفاقية الأمم المتحدة لحقوق الأشخاص ذوي الإعاقة هي أول وثيقة من نوعها تذكر التأهيل وإعادة التأهيل بشكل واضح (في المادة 26).
تدعو اتفاقية حقوق الأشخاص ذوي الإعاقة الدول إلى "تنظيم وتعزيز وتوسيع خدمات وبرامج التأهيل الشامل، لا سيما في مجالات الصحة والتوظيف والتعليم والخدمات الاجتماعية ". ومع ذلك، لا تتضمن المادة 2 (التعاريف) من الاتفاقية تعريفًا للإعاقة. تعتمد الاتفاقية نموذجًا اجتماعيًا للإعاقة، لكنها لا تقدم تعريفًا محددًا. توضح ديباجة الاتفاقية (القسم هـ) أن الاتفاقية تعترف بما يلي:
أن الإعاقة مفهوم متطور وأن الإعاقة تنتج عن التفاعل بين الأشخاص ذوي الإعاقات والحواجز السلوكية والبيئية التي تعيق مشاركتهم الكاملة والفعالة في المجتمع على قدم المساواة مع الآخرين.

## الأهمية
التأهيل منفصل تمامًا عن إعادة التأهيل - مع أن مصطلحي التأهيل وإعادة التأهيل يُعدّان مُكمّلين. يصف القانون الاتحادي الروسي (رقم أف زد-181 - "بشأن الحماية الاجتماعية للأشخاص ذوي الإعاقة في الاتحاد الروسي") إعادة التأهيل والتأهيل بأنهما يهدفان إلى القضاء على القيود في أنشطة الحياة، أو ربما التعويض عنها بشكل كامل.
يُعتبر مصطلح "التأهيل" خاليًا نسبيًا من بعض الصور النمطية المرتبطة بـ "إعادة التأهيل".
في الواقع، كما ذكر أحد المؤلفين - "يحتاج البشر إلى إعادة التأهيل وإعادة التأهيل بأشكال مختلفة طوال حياتهم؛ إلا بشكل متقطع، (حيث) لا نكون مكتفين ذاتيًا".